# Liste der Stolpersteine in Öhringen

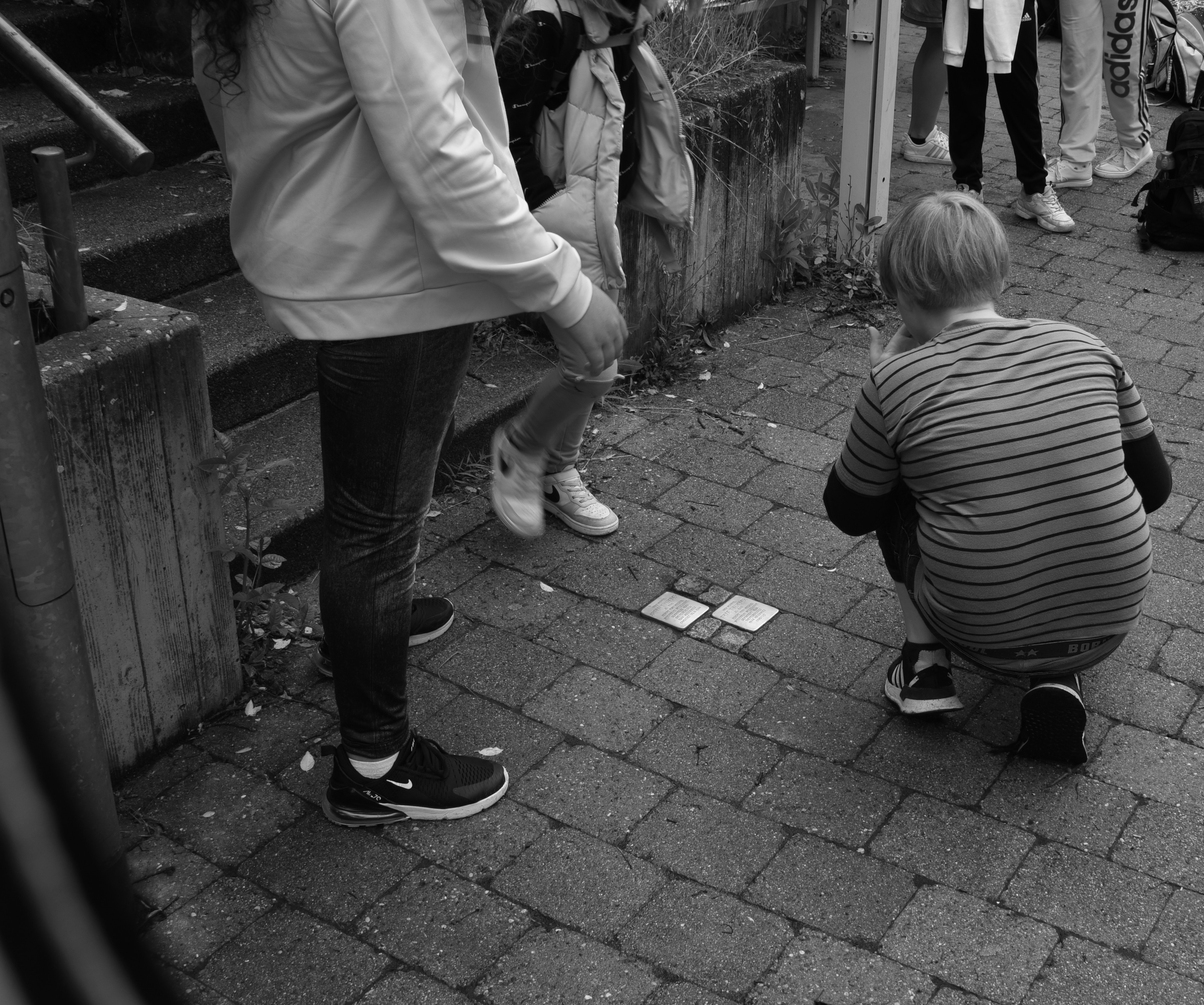
Stolpersteine in der Büttelbronner Straße mit Schülergruppe

Die Liste der Stolpersteine in Öhringen listet alle Stolpersteine in der Stadt Öhringen im Regierungsbezirk Stuttgart auf, die dort vom deutschen Künstler Gunter Demnig verlegt wurden. Stolpersteine erinnern an das Schicksal der Menschen, die von den Nationalsozialisten ermordet, deportiert, vertrieben oder in den Suizid getrieben wurden. Die Stolpersteine wurden vom Künstler zumeist selbst verlegt. Im Regelfall liegen die Stolpersteine vor dem letzten selbstgewählten Wohnort des Opfers.

## Verlegte Stolpersteine
In Öhringen wurden 40 Stolpersteine an siebzehn Adressen verlegt.
Die Tabelle ist teilweise sortierbar; die Grundsortierung erfolgt alphabetisch nach dem Familiennamen des Opfers.
| Stolperstein | Inschrift | Verlegeort             | Name, Leben |
| ------------ | --- | ---------------------- | --- |
|              | HIER WOHNTE ADOLF EHRLICH JG. 1865 DEPORTIERT 1942 THERESIENSTADT ERMORDET 1942 IN TREBLINKA                                                      | Rathausstraße 28       | Adolf Ehrlich |
|              | HIER WOHNTE ROSA EHRLICH JG. 1899 DEPORTIERT 1941 ERMORDET IN RIGA                                                                                | Rathausstraße 28       | Rosa Ehrlich |
|              | HIER WOHNTE DORIS EINSTEIN JG. 1928 DEPORTIERT 1941 RIGA ERMORDET                                                                                 | Karlsvorstadt 37       | Doris Einstein |
|              | HIER WOHNTE GERHARD EINSTEIN JG. 1937 DEPORTIERT 1941 RIGA ERMORDET                                                                               | Karlsvorstadt 37       | Gerhard Einstein |
|              | HIER WOHNTE JAKOB EINSTEIN JG. 1861 DEPORTIERT 1940 GURS TOT 28.5.1941                                                                            | Haller Straße 8        | Jakob Einstein |
|              | HIER WOHNTE LEOPOLD EINSTEIN JG. 1892 DEPORTIERT 1941 RIGA ERMORDET                                                                               | Karlsvorstadt 37       | Leopold Einstein |
|              | HIER WOHNTE MARGARETE EINSTEIN GEB. LEVI JG. 1903 DEPORTIERT 1941 RIGA ERMORDET                                                                   | Karlsvorstadt 37       | Margarete Einstein geb. Levi |
|              | HIER WOHNTE NANNCHEN ENGELBERT GEB. BLUM JG. 1871 DEPORTIERT 1942 THERESIENSTADT ERMORDET 1942 TREBLINKA                                          | Wintergasse 20         | Nannchen Engelbert geb. Blum |
|              | HIER WOHNTE EVA CHAJA GUTMANN GEB. MANDELBLATT JG. 1859 DEPORTIERT 1942 THERESIENSTADT TOT 3.11.1942                                              | Poststraße 88          | Eva Chaja Gutmann geb. Mandelblatt |
|              | HIER WOHNTE KARL GUTMANN JG. 1884 'SCHUTZHAFT' 1938 DACHAU DEPORTIERT 1942 IZBICA ERMORDET                                                        | Haller Straße 51       | Karl Gutmann |
|              | HIER WOHNTE NANETTE ISRAEL GEB. STEIN JG. 1869 DEPORTIERT 1942 THERESIENSTADT ERMORDET 1942 IN TREBLINKA                                          | Poststraße 31          | Nanette Israel geb. Stein |
|              | HIER WOHNTE SELMA ISRAEL JG. 1898 DEPORTIERT 1941 ERMORDET IN RIGA                                                                                | Poststraße 31          | Selma Israel |
|              | HIER WOHNTE ISAK KAUFMANN JG. 1860 DEPORTIERT 1942 THERESIENSTADT ERMORDET 1942 TREBLINKA                                                         | Karlsvorstadt 15       | Isak Kaufmann |
|              | HIER WOHNTE KAROLINE KAUFMANN GEB. NEUMARK JG. 1868 DEPORTIERT 1942 THERESIENSTADT ERMORDET 1942 TREBLINKA                                        | Karlsvorstadt 15       | Karoline Kaufmann geb. Neumark |
|              | HIER WOHNTE MAX KOCHERTHALER JG. 1894 EINGEWIESEN 1934 HEILANSTALT WEINSBERG 'VERLEGT' 19.8.1940 GRAFENECK ERMORDET 19.8.1940 AKTION T4           | Poststraße 30          | Max Kocherthaler |
|              | HIER WOHNTE ADA LEDERMANN GEB. FREUDENTHAL JG. 1890 DEPORTIERT 1941 RIGA ERMORDET 26.3.1942                                                       | Untere Torstraße 22    | Ada Ledermann geb. Freudenthal |
|              | HIER WOHNTE ARTHUR LEDERMANN JG. 1882 DEPORTIERT 1941 RIGA ERMORDET 26.3.1942                                                                     | Untere Torstraße 22    | Arthur Ledermann |
|              | HIER WOHNTE EMMA LEDERMANN JG. 1889 DEPORTIERT 1941 RIGA ERMORDET 26.3.1942                                                                       | Untere Torstraße 22    | Emma Ledermann |
|              | HIER WOHNTE ROSA LEDERMANN GEB. RINDSBERG JG. 1857 DEPORTIERT 1942 THERESIENSTADT TOT 23.8.1942                                                   | Untere Torstraße 22    | Rosa Ledermann |
|              | HIER WOHNTE HUGO 'HEINRICH' LEVI JG. 1887 DEPORTIERT 1941 RIGA ERMORDET                                                                           | Karlsvorstadt 37       | Hugo Levi |
|              | HIER WOHNTE IRMA LEVI GEB. KOCHERTHALER JG. 1897 DEPORTIERT 1941 RIGA ERMORDET                                                                    | Karlsvorstadt 37       | Irma Levi geb. Kocherthaler |
|              | HIER WOHNTE JUSTIN LEVI JG. 1921 FLUCHT 1936 FRANKREICH INTERNIERT DRANCY DEPORTIERT 1942 ERMORDET IN AUSCHWITZ                                   | Karlsvorstadt 37       | Justin Levi |
|              | HIER WOHNTE SARA LEVI GEB. KOCHERTHALER JG. 1860 DEPORTIERT 1942 THERESIENSTADT ERMORDET 2.9.1942                                                 | Karlsvorstadt 37       | Sara Levi geb. Kocherthaler |
|              | HIER WOHNTE HILDE MERZBACHER GEB. HAYMANN JG. 1898 DEPORTIERT 1940 GURS ERMORDET 1943 IN LUBLIN–MAJDANEK                                          | Marktstraße 3          | Hilde Merzbacher geb. Haymann |
|              | HIER WOHNTE DR. JULIUS MERZBACHER JG. 1890 DEPORTIERT 1940 GURS ERMORDET 1943 IN LUBLIN–MAJDANEK                                                  | Marktstraße 3          | Dr. Julius Merzbacher |
|              | HIER WOHNTE EMMA METZGER GEB. OTTENHEIMER JG. 1887 DEPORTIERT 1941 ERMORDET IN RIGA                                                               | Marktstraße 21         | Emma Metzger geb. Ottenheimer |
|              | HIER WOHNTE JULIUS METZGER JG. 1881 DEPORTIERT 1941 ERMORDET IN RIGA                                                                              | Marktstraße 21         | Julius Metzger |
|              | HIER WOHNTE LINA STRAUSS GEB. HENLE JG. 1868 DEPORTIERT 1942 THERESIENSTADT TOT 8.9.1942                                                          | Poststraße 59          | Lina Strauss |
|              | HIER WOHNTE AMALIE THALHEIMER GEB. RINDSBERG JG. 1861 DEPORTIERT 1942 THERESIENSTADT TOT 14.9.1942                                                | Poststraße 24          | Amalie Thalheimer |
|              | HIER WOHNTE ARTHUR THALHEIMER JG. 1890 FLUCHT 1940 HOLLAND INTERNIERT WESTERBORK DEPORTIERT 1943 THERESIENSTADT 1944 AUSCHWITZ ERMORDET 30.9.1944 | Büttelbronner Straße 8 | Arthur Thalheimer |
|              | HIER WOHNTE AUGUST THALHEIMER JG. 1884 DEPORTIERT 1941 ERMORDET IN RIGA                                                                           | Poststraße 24          | August Thalheimer |
|              | HIER WOHNTE HEDWIG THALHEIMER GEB. KAUFMANN JG. 1889 DEPORTIERT 1941 ERMORDET IN RIGA                                                             | Poststraße 24          | Hedwig Thalheimer |
|              | HIER WOHNTE LORE THALHEIMER JG. 1923 DEPORTIERT 1941 RICHTUNG OSTEN ?                                                                             | Poststraße 24          | Lore Thalheimer |
|              | HIER WOHNTE SIEGFRIED THALHEIMER JG. 1926 DEPORTIERT 1941 RICHTUNG OSTEN ?                                                                        | Poststraße 24          | Siegfried Thalheimer |
|              | HIER WOHNTE TRUDE THALHEIMER JG. 1922 FLUCHT 1939 HOLLAND INTERNIERT WESTERBORK DEPORTIERT 1944 THERESIENSTADT 1944 AUSCHWITZ ERMORDET            | Büttelbronner Straße 8 | Trude Thalheimer |
|              | HIER WOHNTE MATHILDE WEIL GEB. ROTHSCHILD JG. 1926 DEPORTIERT 1940 GURS INTERNIERT RIVESALTES TOT 23.12.1941 LAGER PERPIGNAN                      | Poststraße 46          | Mathilde Weil geb. Rothschild wurde 1878 in Eschenau geboren. Sie heiratete den Metzger und Gastwirten Sigmund Seligmann Weil. Das Paar hatte drei Kinder, Julie, Herrmann und Cilly (Liesel). Mathilde Weil betrieb mit ihrem Mann eine Gastwirtschaft und Metzgerei an der Ecke Poststraße 46 / Kirchgasse. Nach der Machtergreifung Hitlers und der NSDAP Anfang 1933 und den folgenden Repressalien wurde es den Familienmitgliedern klar, dass sie in Deutschland ihres Lebens nicht mehr sicher wären. Der einzige Sohn, Hermann, nunmehr ausgelernter Metzger, wanderte nach Palästina aus und 1938 von dort aus mit seiner Frau Emmy nach Philadelphia. Die Tochter Cilly flüchtete rechtzeitig nach England und ging nach dem Untergang des NS-Regimes ebenfalls nach Amerika. Mathilde Weil verlor ihren Ehemann, musste das Wohnhaus verkaufen und übersiedelte 1936 nach Bruchsal zu ihrer älteren Tochter. Diese war seit 1926 mit dem Metzger Max Löb verheiratet und hatte mit ihm zwei Kinder, Edith (geb. 1927) und Heinz (geb. 1931). Max Löb flüchtete 1938 nach New York und baute sich dort eine Existenz auf um die Familie nachholen zu können, was jedoch aufgrund des Kriegsausbruches nicht gelang. Im Oktober 1940 wurden Großmutter, Mutter und die 13-jährige Enkeltochter verhaftet und in das Camp de Gurs am Fuße der Pyrenäen verschleppt. Im Jahr 1941 wurde Mathilde Weil über Rivesaltes in das Internierungslager Perpignan überstellt, wo sie noch im selben Jahr an den Entbehrungen verstarb. Ihre Tochter Julie Löb wurde 1942 nach Auschwitz deportiert und ermordet. Der Enkelsohn Heinz Löb, der ab 1938 in Heimen lebte, wurde ebenfalls 1942 nach Theresienstadt deportiert und 1944 in Auschwitz ermordet. Die Enkeltochter Edith Löb konnte vom jüdischen Kinderhilfswerk OSE befreit und versteckt werden. Sie überlebte unter dem Namen Edith Labé und emigrierte im April 1946 nach New York zu ihrem Vater. |
|              | HIER WOHNTE BEATRICE WESTHEIMER JG. 1926 DEPORTIERT 1941 RIGA ERMORDET 27.3.1942                                                                  | Bahnhofstraße 10       | Beatrice Westheimer |
|              | HIER WOHNTE BERTA WESTHEIMER GEB. LEDERMANN JG. 1889 DEPORTIERT 1941 RIGA ERMORDET 27.3.1942                                                      | Bahnhofstraße 10       | Berta Westheimer geb. Ledermann |
|              | HIER WOHNTE ILSE WESTHEIMER JG. 1920 DEPORTIERT 1941 RIGA ERMORDET 27.3.1942                                                                      | Bahnhofstraße 10       | Ilse Westheimer |
|              | HIER WOHNTE JOSEF WESTHEIMER JG. 1878 VERHAFTET 10.11.1938 DACHAU MISSHANDELT TOT AN DEN FOLGEN TOT 25.12.1938                                    | Bahnhofstraße 10       | Josef Westheimer |

## Verlegedaten
- November 2011: Bahnhofstraße 10, Marktstraße 3 und 21, Poststraße 24 und 31, Rathausstraße 28, Untere Torstraße 22 (21 Stolpersteine)
- 5. November 2013: Karlsvorstadt 15, Poststraße 30, 46, 59 und 88, Wintergasse 20 (sieben Stolpersteine)
- 24. April 2017: Büttelbronner Straße 8, Haller Straße 8 und 51, Karlsvorstadt 37 (zwölf Stolpersteine)